# الجیة
الجیة (به عربی: جیة) یک منطقهٔ مسکونی در لبنان است که در استان جبل لبنان واقع شده‌است.

## خصوصیات
الجیة ۰ متر بالاتر از سطح دریا واقع شده‌است.